# Terribile
Le Terribile était le second des navires cuirassés de classe Formidabile, les premiers navires de ce type à être construits pour la nouvelle  Regia Marina italienne.
Formidabile et Terribile, ont toutes deux été construites en France, aux Forges et chantiers de la Méditerranée de La Seyne-sur-Mer ; Terribile a été posé en juin 1860, lancé en février 1861 et achevé en septembre 1861. C'était un cuirassé à flancs larges, équipé de quatre canons de 203 mm (8 po) et de seize canons de 164 mm (6,5 po).
Le navire a participé à l'opération au large de l'île de Vis en 1866 pendant la troisième guerre d'indépendance italienne où il a réduit au silence les batteries côtières autrichiennes protégeant le port de Komiža ce qui l'a placée trop loin pour prendre part à la bataille de Lissa qui a suivi.
La carrière d'après-guerre du navire a été limitée en raison d'une combinaison de budgets navals considérablement réduits et de l'apparition de cuirassés plus modernes comme ceux de type  à batterie centrale. Le Terribile a été utilisé comme navire-école jusqu'en 1904, date à laquelle il démoli pour la ferraille.

## Conception
Terribile mesurait 65,8 mètres de long au total ; elle avait un maître-bau de 14,44 m et un tirant d'eau moyen de 5,45 m (17 pi 11 po). Son système de propulsion se composait d'une machine à vapeur marine à expansion unique qui entraînait une hélice, avec de la vapeur fournie par six chaudières à tubes de fumées rectangulaires alimentées au charbon. Les chaudières étaient ventilées par une seule cheminée. Son moteur a produit une vitesse de pointe de 10 nœuds (19 km/h) à partir de 1080 chevaux (810 kW). Il pouvait parcourir environ 1.300 milles marins (2.400 km) à sa vitesse maximale. Pour compléter sa machine à vapeur, le navire était gréé en goélette.
Terribile était un cuirassé à bordée, portant toutes ses armes dans l'arrangement traditionnel de bordée. Il était armé d'une batterie principale de quatre canons de 203 mm (8 po) et de seize canons rayés à chargement par la bouche de 164 mm (6,5 po). La coque en bois du navire était gainée d'une armure de ceinture en fer forgé d'une épaisseur de 109 mm (4,3 po).